# Scoperta del miele

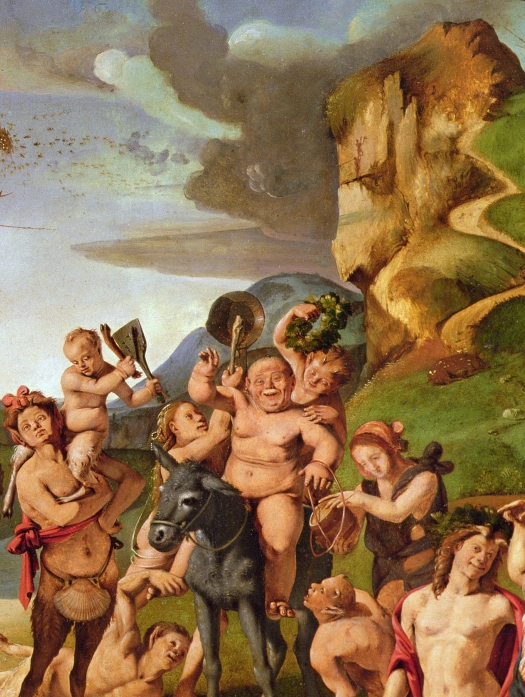
Dettaglio

La Scoperta del miele è un dipinto a olio su tavola (80x128,5 cm) di Piero di Cosimo, databile al 1505-1510 circa e conservato nella Worcester Art Museum di Worcester.

## Storia
L'opera fa coppia con le Disavventure di Sileno, e venne probabilmente vista da Vasari in casa di Giovanni Vespucci, che parlò di alcune «storie baccanarie».
La descrizione del soggetto risale a Panofsky, che nel 1939 trovò la fonte nei Fasti di Ovidio (III, 735-760). Come nell Storie di Vulcano dello stesso artista torna il tema di una divinità portatrice di civiltà tra gli uomini. Il tema delle api-vespe era anche collegato all'animale araldico dei Vespucci.

## Descrizione e stile
Bacco e Arianna, in primo piano a destra, presiedono a un baccanale in cui il rumore di satiri e menadi attrae uno sciame d'api che insedia il proprio alveare su un ramo secco di un tronco cavo. Il corteo allegro fa rumore in tutti i modi: c'è chi batte su vasi, chi usa una pinza di bronzo a mo' di diapason, chi sbatte due pale, chi usa un ferretto su una grattugia, chi percuote un piatto con un osso, e così via. Non è un caso che si tratti di strumenti a fiato e percussione, poiché appartenenti, secondo la dottrina neoplatonica, al mondo della musica "incolta" e campagnola, contrapposto alla musica "cittadina" eseguita con gli strumenti a corda e con la voce. Il tronco secco domina al centro la scena, dove un satiro adulto e uno fanciullo fanno rumore vicino al ramo con le api, indicati anche da un gruppo di satiri sdraiati a sinistra.
A destra appare festoso il gruppo di Sileno su un asino, che si avvicina a prendere parte alla celebrazione. La scoperta del miele, e quindi del piacere, viene considerata un episodio chiave della civilizzazione: non a caso il paesaggio a destra è ancora brullo e selvaggio, mentre a sinistra è già antropizzato, con la veduta idilliaca di una cittadina fortificata.